# Laila Ali
Laila Ali (Miami Beach, Florida, 30 de diciembre de 1977) es una exboxeadora profesional y actriz, hija del famoso boxeador Muhammad Ali con su tercera esposa Veronica Porsche Ali. Fue su segunda hija y la más famosa de las nueve que tuvieron en total. Tiene un licenciatura en Business por el Santa Monica College y antes de convertirse en boxeadora, regentaba un salón de manicura en California. 

## Biografía
En su primer combate tuvo lugar el 8 de diciembre de 1999, Ali noqueó a April Fowler en el primer asalto. Encadenó ocho victorias consecutivas lo que supuso comentarios acerca de un combate ante la hija de George Foreman, Freeda Foreman, o con la hija de Joe Frazier, Jackie Frazier-Lyde. Finalmente, el 8 de junio de 2001, Ali y Frazier firmaron un combate que se apodó Ali/Frazier IV, en alusión a la famosa trilogía de combates de sus padres. Ali ganó por decisión mayoritaria de los jueces en ocho asaltos.
Tras un lapso de un año, el 7 de junio de 2002, Ali derrotó a Shirvelle Williams en seis asaltos. Ganó el título IBA al dejar fuera de combate en dos asaltos a Suzette Taylor, el 17 de agosto en Las Vegas. El 9 de noviembre, retuvo ese título y se adjudicó los cinturones UBC/WIBA y IWBF gracias a una victoria en ocho asaltos contra su contrincante la campeona mundial, Valerie Mahfood, en Las Vegas.
El 21 de junio de 2003, Ali retuvo el título en la revancha contra Mahfood al derrotarla por nocaut técnico en seis asaltos. El 30 de junio se anunció que combatiría contra Christy Martin el 23 de agosto. Martin fue derrotada por nocaut en cuatro asaltos.
Ali tenía que empezar el 2004 combatiendo contra Gwendolyn O'Neil de Guyana, en Abuya (Nigeria). Sin embargo, el combate fue cancelado cuando Ali se enteró de que ninguna compañía aérea tenía vuelos para la fecha en la que quería llegar allí.
El 17 de julio de ese mismo año, retuvo el título mundial dejando fuera de combate a Nikki Eplion en cuatro asaltos. Trece días más tarde, acabó con Mónica Núñez en nueve asaltos, en Louisville, la ciudad natal de su padre.